# Pristanepa platti
Pristanepa platti là một loài bướm đêm trong họ Noctuidae.